# Прапор Сіверська
Прапор Сіверська — офіційний символ міста Сіверськ, яке розташоване в Бахмутському районі Донецької області України.

## Опис
Прапор Сіверська — це полотнище, зі співвідношенням сторін 3:2, розділене горизонтально на три частини блакитного, жовтого та малинового кольорів з розташованою у центрі стилізованою козацькою шаблею. Блакитний та жовтий відтворюють частину Державного прапора, а малиновий символізує походження міста з козацького роду. Стилізована козацька шабля, яка плавно переходить у колос пшениці символізує мирні наміри нашого народу.